# Barbarismo
Barbarismo o "barbarie linguistica" fa riferimento a una parola non standard, espressione o pronuncia in una lingua, in particolare considerato come un errore nella morfologia (la forma non esiste), mentre un solecismo fa riferimento a un errore di sintassi (la forma esiste), (se non è il caso specifico, si potrà parlare di cacografia, o di ipercorrezione).
Il termine è usato principalmente per la lingua scritta. Questa parola è impiegata soprattutto per gli errori di traduzione dalle lingue antiche (latino, greco, ebraico, arabo classico). Con nessun significato tecnico accettato nella linguistica moderna, il termine è poco utilizzato dagli studiosi descrittivi.

## Origine
La parola barbarismo - barbarie è stato originariamente utilizzata dai Greci per i termini stranieri utilizzati nella loro lingua. "Barbarismo" fa riferimento alla parola "barbaro"; l'ideofono "bar-bar-bar" era nel greco antico equivalente al moderno italiano "bla-bla-bla", destinato a sembrare un gibberish, un borbottio incomprensibile — da qui la connotazione negativa di barbaro e barbarie). Come tali, gli anglicismi in altre lingue, o i francesismi (ad esempio l'utilizzo del verbo assistere per dire essere presente a, cf. il francese assister), i germanismi, gli ispanismi e così via, in italiano possono anche costituire esempi di "barbarismi".

## Etimologia
Dal latino barbarismus (« espressione viziosa - alterata »), proveniente dalla parola in greco antico barbaros (straniero), per estensione « parola di origine straniera », perché gli stranieri tendevano ad importare nel latino e greco le regole di morfologia, spesso di ortografia e/o di pronuncia, ma anche di flessione, o di derivazione, dalle loro lingue proprie.

## Forme di barbarismo
Ci sono diverse forme di barbarismo.
In linguistica (particolarmente in grammatica e in retorica), un barbarismo è una parola che non esiste in relazione a una data lingua e a un tempo specifico, al periodo preso in considerazione. Un barbarismo è anche una parola composta da radici diverse di origine straniera, per esempio "monopersonale" (greca + latina).

## Errore involontario, lessicale o morfologico
Il barbarismo è un errore lessicale (esempio: ateismo ha per aggettivo derivato ateo e non *ateista; bravo da bravura e non *bravitudine) o morfologica (in latino, nix, niv-is « neve » ha per genitivo plurale niv-ium e non *niv-um, in francese mourir ha per futuro mourrai e non *mourirai), (anche se in italiano in questo caso c'è la possibilità di usare entrambe le parole), mentre nel solecismo è un errore grammaticale (sintattico). Esso è anche un errore involontario, in contrasto con il neologismo, che è volontario. Può essere dovuto a una analogia con altre parole o forme simili (in francese « nous disons » quindi « vous *disez » "noi diciamo" quindi "voi **dicete"; oppure dall'italiano ebbi, ebbe, un *ebbimo al posto di avemmo.) e quindi rientra nell'ipercorrezione (barbarismi infantili o soprattutto dovuti a coloro che parlano lingue straniere non native).
Una forma erronea sulla base di un'analogia con una lingua straniera è un barbarismo (basata su una non corretta trasposizione), se non è un puro e semplice Prestito linguistico.
Da non confondere il "barbarismo" con l'improprietà (uso di una parola per un'altra).

## Barbarismi nella lingua russa
Nel XVIII e XIX secolo, la lingua russa delle classi nobili fu gravemente "imbarbarita" di lingua francese. Durante questo periodo, parlare in francese era diventato non solo di moda ma anche era diventato un segno di distinzione di una persona adeguatamente preparata e colta. Si può vedere un esempio importante di questo in Guerra e Pace di Lev Tolstoj. Mentre la crema dell'alta società poteva permettersi un francese di madrelingua come gouvernante (insegnante), la nobiltà della campagna aveva problemi a reperire insegnanti di francese. Eppure, il desiderio di mostrare la loro educazione ha prodotto ciò che Aleksandr Griboedov nel suo Che disgrazia l'ingegno! definiva "la Babele delle lingue: francese con nižegorodese" (смешенье языков: французского с нижегородским). Il "francese-nižegorodese" è stato spesso utilizzato per l'effetto comico in letteratura e teatro.